# Episodi e film de Il mistero delle lettere perdute
Il mistero delle lettere perdute (Signed, Sealed, Delivered) è un franchise televisivo ideato da Martha Williamson per Hallmark Channel, composto da un film pilota, una serie televisiva di dieci episodi e una serie di film per la televisione, in questa pagina elencati. Ha esordito negli Stati Uniti il 12 ottobre 2013.
Il cast principale è composto dai soli quattro attori a comparire in tutti i film e gli episodi televisivi: Eric Mabius, Kristin Booth, Crystal Lowe e Geoff Gustafson, interpreti rispettivamente di Oliver O'Toole, Shane McInerney, Rita Haywith e Norman Dorman, impiegati postali del "Dead Letter Office" di Denver.

## Film pilota

Geoff Gustafson, Crystal Lowe, Eric Mabius e Kristin Booth nel film pilota

| nº | Titolo originale          | Titolo italiano | Prima TV USA    | Prima TV Italia   |
| -- | ------------------------- | --------------- | --------------- | ----------------- |
| 1  | Signed, Sealed, Delivered | L'incontro      | 12 ottobre 2013 | 16-17 agosto 2016 |

### L'incontro
- Titolo originale: Signed, Sealed, Delivered
- Diretto da: Scott Smith
- Scritto da: Martha Williamson

#### Trama
Una sede del United States Postal Service di Denver è dotata di un particolare ufficio, il D.L.O. ("Dead Letter Office"), ossia un ufficio incaricato di gestire, rispondendo o re-indirizzandole, le lettere giudicate non recapitabili. L'ufficio è guidato dal brillante investigatore Oliver O'Toole, il quale è aiutato dagli impiegati Rita Haywith e Norman Dorman. All'ufficio è anche assegnata una nuova risorsa, Shane McInerney, esperta informatica, la quale però originariamente era stata trasferita ad un altro ufficio, anch'esso abbreviato con la stessa sigla. Shane, infatti, appena insediatasi chiede di essere spostata dove era destinata, ma dopo aver conosciuto i suoi nuovi colleghi e il lavoro che svolgono decide di restare.
In particolare, ha l'occasione di aiutarli a recapitare una lettera romantica spedita un anno prima da una ragazza, Kelly, al ragazzo che aveva appena conosciuto e di cui si era innamorata, Charlie, il quale non aveva più avuto notizie da lei ed era finito in prigione per un delitto che non aveva commesso. Kelly aveva infatti deciso di non legarsi a lui, evitando anche di scambiare informazioni personali. Nella lettera gli spiegava di averlo fatto in quanto gravemente malata, ma anche di aver deciso di curarsi proprio a seguito del loro incontro, dandogli appuntamento ad un anno dopo nel caso fosse sopravvissuta. Oliver, Shane, Rita e Norman riescono a ricostruire la storia e ad individuare Charlie, rendendosi conto che la lettera può aiutarlo a fornire un alibi alle autorità, mentre la ragazza viene però data per morta. Alla fine Charlie sarà rilasciato e, con sorpresa di tutti, presentandosi all'appuntamento inviatogli un anno prima ritroverà Kelly.
Nel frattempo, Oliver rivela a Shane che la moglie lo ha lasciato da circa un anno per andare a vivere a Parigi.
- Cast principale del film completato da: Ben Hollingsworth (Charlie), Laci J Mailey (Kelly), Daphne Zuniga (Andrea).

## Serie televisiva
| nº | Titolo originale       | Titolo italiano             | Prima TV USA   | Prima TV Italia   |
| -- | ---------------------- | --------------------------- | -------------- | ----------------- |
| 1  | Time to Start Livin'   | Cominciare a vivere         | 20 aprile 2014 | 18 agosto 2016    |
| 2  | To Whom It May Concern | Lezioni di vita             | 27 aprile 2014 | 19 agosto 2016    |
| 3  | Soulmates              | Anime gemelle               | 4 maggio 2014  | 22 agosto 2016    |
| 4  | The Masterpiece        | Un regalo per papà          | 11 maggio 2014 | 23 agosto 2016    |
| 5  | The Edge of Forever    | Il testamento               | 18 maggio 2014 | 29 agosto 2016    |
| 6  | The Future Me          | Una giornata molto speciale | 25 maggio 2014 | 30 agosto 2016    |
| 7  | Something Good         | Una canzone per te          | 1º giugno 2014 | 31 agosto 2016    |
| 8  | Dark of Night          | L'ora della verità          | 8 giugno 2014  | 1º settembre 2016 |
| 9  | The Treasure Box       | Lettere d'amore             | 15 giugno 2014 | 2 settembre 2016  |
| 10 | A Hope and a Future    | La famiglia è tutto         | 22 giugno 2014 | 2 luglio 2017     |

### Cominciare a vivere
- Titolo originale: Time to Start Livin'
- Diretto da: Scott Smith
- Scritto da: Martha Williamson

#### Trama

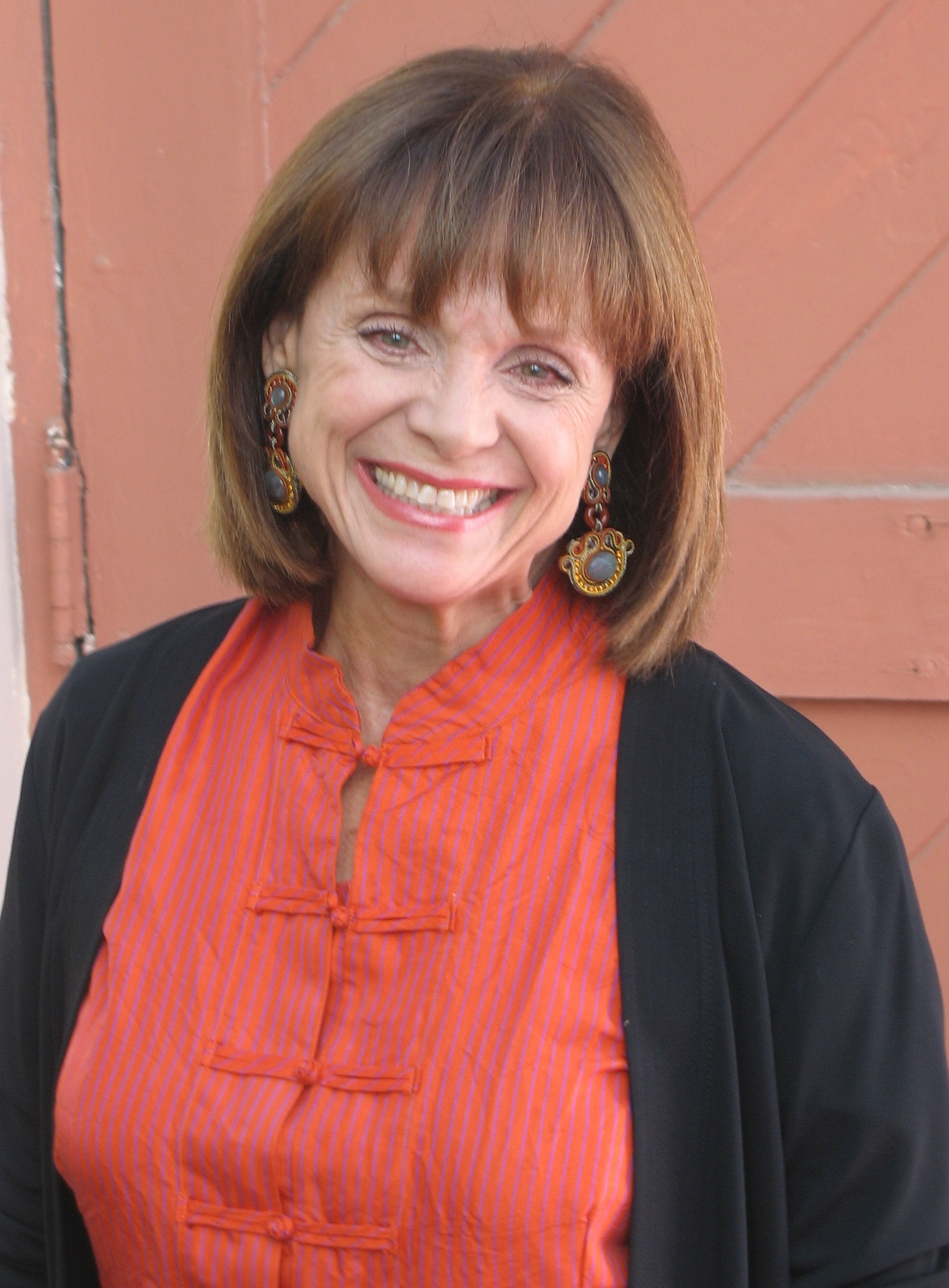
Valerie Harper interpreta Theresa Capodiamonte

Un bambino cerca di inviare una lettere di nascosto alla nonna, che non vede da tempo, preannunciandole come, in occasione del suo prossimo compleanno, scapperà di casa nel tentativo di raggiungerla da solo. Letti i contenuti, la squadra capisce che recapitare la lettera è fondamentale per evitare che il bambino metta a rischio la propria vita. Analizzando degli indizi, individua l'ospizio nel quale trova alloggio la nonna, la quale, tuttavia, si rifiuta di collaborare, dicendo di non avere nipoti. Più tardi, scopriranno che aveva mentito per proteggere i suoi cari: il nipote, con la sua famiglia, è infatti in una località segreta in regime di protezione testimoni, poiché proprio il bambino aveva assistito ad un delitto. Anche una dipendente del centro per anziani, complice dei malviventi, è sulle sue tracce, ma Oliver, Norman, Rita e Shane riusciranno a raggiungerlo per primi. Nel frattempo, il loro temporaneo supervisore è Theresa Capodiamonte, dipendente postale storica.
- Cast principale dell'episodio completato da: Christine Willes (Vivian Lasseter), Jessica Harmon (Donna), Shirley Broderick (Arlene), Valerie Harper (Theresa Capodiamonte).

### Lezioni di vita
- Titolo originale: To Whom It May Concern
- Diretto da: Scott Smith
- Scritto da: Martha Williamson

#### Trama
Samila, una ragazza nata in Afghanistan e prossima a laurearsi negli Stati Uniti, prova a scrivere a un soldato americano con cui aveva fatto amicizia nel suo paese natale durante la guerra. Lui le aveva insegnato le basi della lingua inglese, aiutata ad istruire altri bambini del villaggio e l'aveva messa in salvo nel corso di un attentato terroristico facendola salire sull'elicottero americano al proprio posto, lei ne conosce però solo il soprannome. Indirizzata a "Buzz", la lettera finisce nel D.L.O., dove andrebbe reindirizzata al personale militare. Shane convince però Oliver a gestire personalmente la lettera, riuscendo a identificare celermente sia la ragazza che il soldato, il quale potrà partecipare alla cerimonia di laurea di lei. Teresa decide di lasciare le poste per inseguire i suoi sogni di attrice.
- Cast principale dell'episodio completato da: Michael Hogan (capitano Hopper), Joel Berg (Benjamin "Buzz" Parker), Jarod Joseph (Cameron), Valerie Harper (Theresa Capodiamonte).

### Anime gemelle
- Titolo originale: Soulmates
- Diretto da: Kevin Fair
- Scritto da: Dawn DeKeyser

#### Trama

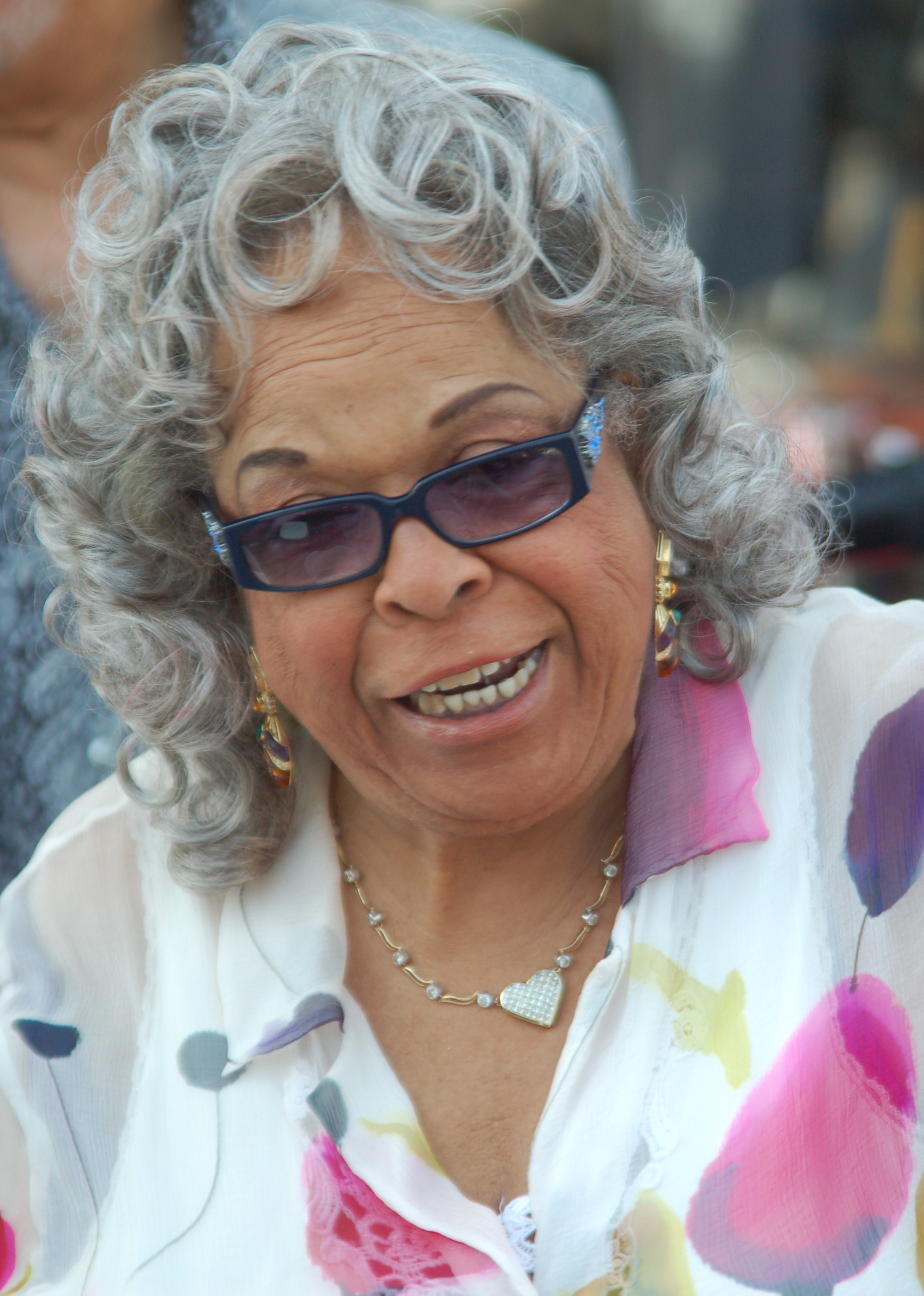
Della Reese, co-protagonista in Il tocco di un angelo, anch'essa prodotta da Martha Williamson, interpreta Cora Brandt

Il nuovo supervisore Cora Brandt incarica il D.L.O. di recapitare una lettera con l'indirizzo abraso. L'autore è Sam, proprietario di un ranch in montagna, che chiede a Marie, una microbiologa conosciuta e amata fin da ragazzo, di non sposare un altro uomo il week-end successivo. Oliver, Shane, Rita e Norman iniziano quindi una corsa contro il tempo, ma dopo aver individuato l'autore, scoprono che la lettera era stata scritta otto anni prima. Marie, nel frattempo, si era sposata e aveva avuto un bambino ma il team del D.L.O. apprende da lei stessa che si è poi separata dal marito. Pertanto Sam e Marie possono riunirsi per passare il resto della loro vita insieme tra i monti. Intanto, Rita espone ai colleghi un romanzo sentimentale che ha scritto, mentre Oliver chiede a Shane di condividere con lui delle lezioni di ballo.
- Cast principale dell'episodio completato da: Greyston Holt (Sam), Emilie Ullerup (Marie), Della Reese (Cora Brandt).

### Un regalo per papà
- Titolo originale: The Masterpiece
- Diretto da: Kevin Fair
- Scritto da: Jeff Eckerle e Marilyn Osborn

#### Trama
Mentre Cora è sempre più appassionata dal libro di Rita, i cui protagonisti sembrano ispirati a lei stessa e a Norman, un quadro finisce tra le mani del D.L.O. L'autore è Danny, un ragazzo che tenta di riconciliarsi con il padre Henry con cui non comunica da tempo, ma l'invio era stato eseguito tre anni prima. Oliver, Shane, Rita e Norman trovano il destinatario, che racconta loro le ragioni dell'incomprensione col figlio. Indagando scoprono che Danny era diventato un promettente pittore ma era morto prematuramente in un incendio. Con il dipinto spedito, che insieme ad altri due componeva un trittico rappresentante passato, presente e futuro della sua vita, intendeva comunicare al padre che sarebbe diventato nonno. Henry è devastato dalla notizia della morte di Danny ma con l'aiuto di Shane riesce a parlare via computer con la nuora, che lo invita ad andare a conoscere la nipotina e a portare con sé il quadro per riunirlo agli altri due del trittico. Turbato dalla chimica che si sta creando tra loro, Oliver rinuncia a partecipare alla gara di ballo che lui e Shane avevano in programma, spiegando di aver raggiunto l'obiettivo di imparare a ballare in vista del ritorno della moglie da Parigi, di cui è ancora fiducioso.
- Cast principale dell'episodio completato da: Jeffrey Ballard (Daniel Henry Barrett), Paul McGillion (Henry Barrett), Della Reese (Cora Brandt), Zak Santiago (Ramon Rodriguez).

### Il testamento
- Titolo originale: The Edge of Forever
- Diretto da: Lynne Stopkewich
- Scritto da: Katherine Collins

#### Trama
Al D.L.O. arriva un pacco contenente delle ceneri funerarie. Il mittente è una donna deceduta, Carrie Atkinson, che, prima della sua morte, aveva lasciato istruzioni in modo che l'urna venisse recapitata ad una sua vecchia amica, Maggie. L'amica, a sua volta, si sarebbe poi dovuta far trovare dalle figlie di Carrie, attraverso una caccia al tesoro con lo scopo di far riavvicinare le due sorelle dopo anni di rancore reciproco. Mentre Rita, che ha deciso di iscriversi al concorso Miss Consegna Speciale sede centrale, rimane in ufficio insieme a Norman per prepararsi alla prova, Oliver e Shane, rintracciate facilmente Caitlyn e Vanessa, le figlie di Carrie, vanno con loro in montagna alla ricerca di Maggie. Al termine della caccia al tesoro le due sorelle si rendono conto che le loro incomprensioni erano dovute al fatto che ciascuna si sentiva in colpa per la morte del padre, rimasto coinvolto negli attentati dell'11 settembre 2001 mentre in aereo tornava a casa per partecipare al compleanno di Vanessa. Nel frattempo, tra Shane e Oliver si è creato dell'imbarazzo a seguito della rinuncia alla gara di ballo. Shane, tramite una ricerca in rete, scopre che l'ormai ex moglie di lui, Holly, ha firmato un contratto di 3 anni per un appartamento a Parigi e prova a spiegarlo a Oliver, il quale però si indigna per l'intrusione nella sua privacy. Gli animi si rasserenano quando Oliver, su suggerimento di Shane, recita una preghiera mentre Caitlyn e Vanessa disperdono le ceneri della madre nella vallata.
- Cast principale dell'episodio completato da: Caroline Cave (Carrie Atkinson), Kendra Anderson (Caitlyn), Elise Gatien (Vanessa), Elan Ross Gibson (Maggie).

### Una giornata molto speciale
- Titolo originale: The Future Me
- Diretto da: Lynne Stopkewich
- Scritto da: Kerry Lenhart e John J. Sakmar

#### Trama

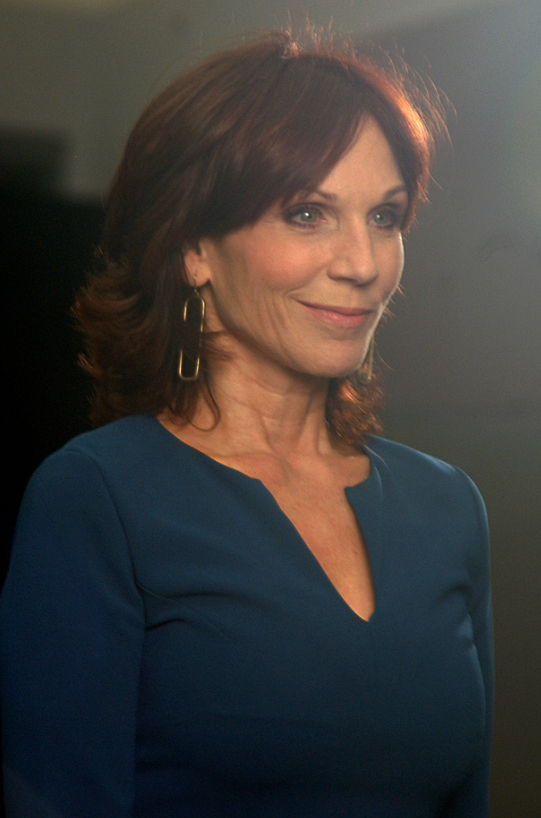
Marilu Henner interpreta Glynis Rucker

Una lettera semi-strappata dopo essere estratta da una scrivania d'epoca viene recapitata personalmente da una postina al D.L.O. Mentre Oliver è ancora scosso dalle notizie sulla moglie dategli da Shane, Norman guida l'indagine, che identifica il mittente della lettera in una ragazza affetta da sindrome di Down, Ellie. Shane e il resto della squadra scoprono che lei è anche il destinatario: la lettera era stata scritta sette anni prima durante un progetto scolastico, che prevedeva di scrivere ai se stessi del futuro; dieci anni dopo l'insegnante avrebbe provato a recapitare gli scritti agli autori. Nella lettera, Ellie professa il suo amore per Bobby, anche lui affetto dalla stessa sindrome, e spera di essere sposata con lui. La lettera servirà quindi come stimolo a Ellie per insistere affinché i propri genitori diano il proprio supporto, finora negato, al suo matrimonio con Bobby, con il quale ha ancora una relazione.
Nel frattempo, Rita partecipa al concorso Miss Consegna Speciale sede centrale, titolo al quale ambiscono anche altre due agguerrite postine, una delle quali figlia del temporaneo supervisore Glynys Rucker. Con il supporto dei suoi colleghi e amici riuscirà a impressionare la giuria e a vincere il titolo.
- Cast principale dell'episodio completato da: Jeremy Raymond (Bobby Richards), Jessica Kishner Morgan (Ellie Kempert), Chilton Crane (Mrs. Kempert), Kurt Max Runte (Mr. Kempert), Marilu Henner (Glynis Rucker).

### Una canzone per te
- Titolo originale: Something Good
- Diretto da: Scott Smith
- Scritto da: Dean Batali

#### Trama

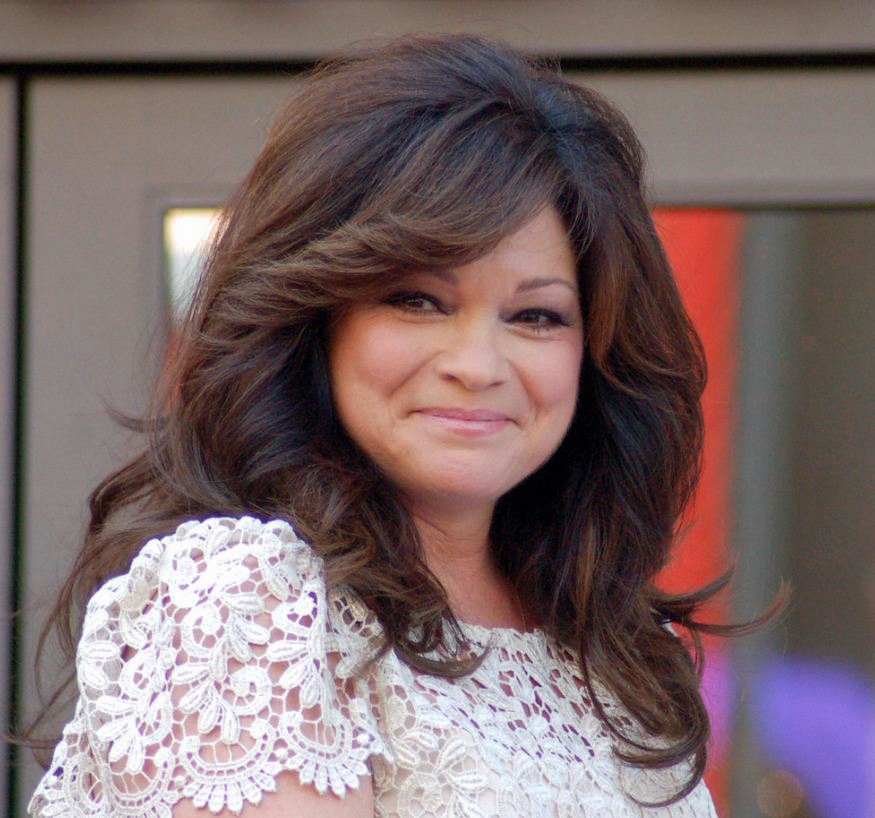
Valerie Bertinelli interpreta Rebecca Starkwell

Un anno prima, un aspirante cantante, Billy Antonopoulos, il quale si fa chiamare Billy James, ha la fortuna di registrare una sua canzone con un'artista conosciuta, Linda Hawkins, incontrata casualmente presso lo studio di registrazione che usa frequentare. Linda gli suggerisce di spedire il pezzo all'agente di lei, ma il pacco con il CD non giunge a destinazione e nel presente viene gestito dal D.L.O. Shane, Rita, Norman e in seguito anche Oliver, inizialmente impegnato in un convegno, riescono a individuare Billy e scoprono che lo stesso giorno in cui aveva registrato il pezzo era stato vittima di un incidente, ritrovandosi ancora ricoverato e privo di memoria. La squadra del D.L.O. riuscirà a riconnetterlo con la sua chitarra, la sua canzone d'amore scritta un anno prima e la ragazza alla quale l'aveva dedicata, aiutandolo così a recuperare i ricordi. Intanto, il nuovo temporaneo supervisore è una vecchia amica ed ex collega di Shane, Rebecca Starkwell.
- Cast principale dell'episodio completato da: Adam DiMarco (Billy James), Leah Gibson (Lynda Hawkins), Nicole Fraissinet (Jennifer Becker), Valerie Bertinelli (Rebecca Starkwell).

### L'ora della verità
- Titolo originale: Dark of Night
- Diretto da: Scott Smith
- Scritto da: Martha Williamson

#### Trama
Dieci anni prima, in un ospedale, una donna prossima a morire a seguito di un incidente scrive una lettera al marito, il quale si era allontanato da lei dopo aver scoperto che la loro figlia, coinvolta nello stesso incidente, non era biologicamente sua. La lettera, tuttavia, viene rubata da uno dei pazienti dell'ospedale con problemi psichici, il quale nel presente la consegna, danneggiata, al personale dell'ospedale, che a sua volta la manda al D.L.O. Nella lettera la donna confessava di essere stata vittima di uno stupro il giorno prima di sposarsi. Il D.L.O. spedisce la lettera al marito, Michael Wheeler, che, seguito in incognito da Shane che ha preso a cuore il caso, va a leggerla sulla tomba della moglie e giura vendetta, anche perché poi scopre che il criminale, in prigione per altri reati, rischia di essere rilasciato. Oliver, Shane, Norman e Rita decideranno quindi di aiutarlo sia a far sì che il criminale rimanga in prigione, sia a fargli capire che da vivo costui potrebbe salvare la vita alla figlia, donandole il rene di cui ha bisogno. Al D.L.O. viene conferito il premio "Il buio della notte", la più alta onorificenza per un dipendente delle poste USA.
- Cast principale dell'episodio completato da: Lane Edwards (Michael Wheeler), Aaron Pearl (Carl Brackner), Kimberly Sustad (Melissa Wheeler), Valerie Bertinelli (Rebecca Starkwell).

### Lettere d'amore
- Titolo originale: The Treasure Box
- Diretto da: Michael Rohl
- Scritto da: Martha Williamson

#### Trama
Al D.L.O. viene gestita una pregiata scatola rompicapo. Norman riesce ad aprirla, trovando la chiave di una cassetta di sicurezza di una banca. Mentre lui accompagna Rita al concorso statale di Miss Consegna Speciale, dove si fronteggiano tutte le vincitrici del titolo nelle varie filiali del Colorado, Oliver e Shane si recano in banca ad analizzare il contenuto della cassetta. Per una sfortunata coincidenza rimangono bloccati all'interno del caveau, dove scoprono che la cassetta contiene lettere d'amore tra due innamorati che vivevano in città diverse. In una delle ultime, lui apprende che lei sta per morire. Dopo essere usciti dal caveau, pensano di aver individuato uno dei due innamorati, Jonathan Walker. Una volta raggiuntolo, scoprono che la scatola era destinata a lui da parte del padre, ma che l'autore delle lettere, risalenti all'inizio del secolo scorso, era in realtà il suo bisnonno. Rita, dopo essere arrivata in finale, vince anche il titolo di Miss Consegna Speciale Colorado 2014.
- Cast principale dell'episodio completato da: Richard de Klerk (Jonathan Walker), Zak Santiago (Ramon Rodriguez), Keenan Tracey (Jason).

### La famiglia è tutto
- Titolo originale: A Hope and a Future
- Diretto da: Michael Rohl
- Scritto da: Brandi Harkonen

#### Trama

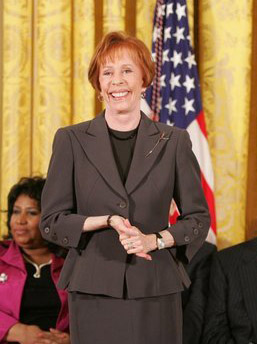
Carol Burnett interpreta la nonna di Norman

Da un vecchio scatolone contenente lettere "morte" risalenti a molti anni addietro, al D.L.O. ne viene presa una scritta da una madre intenta a lasciarla con il suo figlio neonato all'entrata di una chiesa, poiché non in grado di affrontare le spese per l'intervento cardiologico di cui il bimbo necessita. Dopo averla letta, la squadra riesce ad individuare prima l'edificio, scoprendo che la lettera risale a trentadue anni fa, e poi il bambino che era lì stato abbandonato, Joshua Davis, ora medico cardiologo, il quale tuttavia si rifiuta di accettarla. Più tardi, Rita si ricorda di aver visto su di un articolo di giornale un uomo identico a lui, evidentemente il suo fratello gemello. La lettera viene quindi recapitata a quest'ultimo, Matt Jacobs, che non era stato abbandonato e vive ancora con la madre naturale, ignaro dell'esistenza di Joshua. Grazie all'intervento della nonna di Norman, i due fratelli avranno l'opportunità di ricongiungersi.
Nel frattempo, Norman, anche lui cresciuto in affidamento, grazie ad una lettera ricevuta un anno prima ma che non aveva ancora avuto il coraggio di aprire, aveva infatti rintracciato la sua nonna naturale, Ardis Parker-Pennington-Paine. Con la lettera trattata in quest'occasione dal D.L.O., aveva quindi condiviso la sua esperienza con i colleghi e trovato il coraggio di contattare la nonna direttamente e incontrarla a Denver. Nel finale, grazie a Shane che lo incoraggia a superare le sue paure, Oliver si decide a spedire alla moglie la lettera che aveva scritto mentre era rinchiuso nel caveau della banca e che da allora teneva nel cassetto.
- Cast principale dell'episodio completato da: Adam Korson (Joshua Davis e Matt Jacobs), Viv Leacock (Jim Thomas), Ingrid Tesch (Susan Davis), Carol Burnett (Ardis Parker-Pennington-Paine).

## Serie di film
I film 9, 10 e 11 sono stati trasmessi in prima visione dalla Televisione Svizzera RSI La1 dal 29 gennaio 2020 al 5 febbraio 2020, suddivisi ciascuno in due parti. In Italia sono andati in onda dal 24 aprile al 1º maggio 2020.
| nº | Titolo originale                                   | Titolo italiano               | Prima TV USA      | Prima TV Italia  |
| -- | -------------------------------------------------- | ----------------------------- | ----------------- | ---------------- |
| 1  | Signed, Sealed, Delivered for Christmas            | Miracolo di Natale            | 23 novembre 2014  | 22 dicembre 2018 |
| 2  | Signed, Sealed, Delivered: From Paris with Love    | La primavera è vicina         | 6 giugno 2015     | 16 luglio 2017   |
| 3  | Signed, Sealed, Delivered: Truth Be Told           | Il passato può cambiare       | 13 settembre 2015 | 23 luglio 2017   |
| 4  | Signed, Sealed, Delivered: The Impossible Dream    | Una missione davvero speciale | 4 ottobre 2015    | 30 luglio 2017   |
| 5  | Signed, Sealed, Delivered: From the Heart          | Il giorno di San Valentino    | 21 febbraio 2016  | 6 agosto 2017    |
| 6  | Signed, Sealed, Delivered: One in a Million        | Cotti a puntino               | 24 luglio 2016    | 13 agosto 2017   |
| 7  | Signed, Sealed, Delivered: Lost Without You        | Una consegna divina           | 25 settembre 2016 | 20 agosto 2017   |
| 8  | Signed, Sealed, Delivered: Higher Ground           | Un miglio da terra            | 19 febbraio 2017  | 27 agosto 2017   |
| 9  | Signed, Sealed, Delivered: Home Again              | La speranza torna a casa      | 24 settembre 2017 | 24 aprile 2020   |
| 10 | Signed, Sealed, Delivered: The Road Less Traveled  | Affrontare la paura           | 11 febbraio 2018  | 27 aprile 2020   |
| 11 | Signed, Sealed, Delivered: To the Altar            | Il regalo di mia madre        | 15 luglio 2018    | 1º maggio 2020   |
| 12 | Signed, Sealed, Delivered: The Vows We Have Made   |                               | 17 ottobre 2021   |                  |
| 13 | Signed, Sealed, Delivered: A Tale of Three Letters |                               | 12 luglio 2024    |                  |
| 14 | Signed, Sealed, Delivered: To the Moon and Back    |                               | 26 aprile 2025    |                  |

### Miracolo di Natale
- Titolo originale: Signed, Sealed, Delivered for Christmas
- Diretto da: Kevin Fair
- Scritto da: Martha Williamson (sceneggiatura); Brandi Harkonen, Kerry Lenhart e John J. Sakmar (soggetto)

#### Trama
Una bambina, Hannah, a pochi giorni dal Natale indirizza una lettera a Dio chiedendo che la madre guarisca e possa assistere alla rappresentazione della Natività a cui doveva partecipare. La lettera finisce nelle mani di Oliver, direttamente consegnatagli dal nuovo supervisore del D.L.O. Jordan Marley, arrivato per controllare l'annuale progetto dedicato alle risposte alle lettere destinate a Babbo Natale. Dopo alcune indagini, la bambina viene localizzata in un ospedale della città, dove la madre è ricoverata in quanto sta portando avanti una gravidanza con complicazioni. Nonostante Shane non abbia voglia di festeggiare il Natale, ancora ferita dalla mancanza del padre nella sua infanzia, tutta la squadra si lascia coinvolgere nello spirito natalizio, organizzando una rappresentazione nell'ospedale in modo che la bambina possa vedere il suo desiderio esaudito.
Sia Oliver, il quale non ha ricevuto risposte alla lettere inviata alla moglie, che Shane hanno anche occasione di riflettere sulla propria vita e sul proprio passato. In particolare, saranno protagonisti di un miracolo natalizio quando, grazie ad un angelico intervento di Jordan, lui scopre che un'ulteriore lettera da consegnare entro Natale era la stessa spedita da Shane a Dio da piccola dopo la separazione dei genitori.
- Cast principale del film completato da: Kaj-Erik Eriksen (Rob Casey), Marci T. House (Odette), Ava Telek (Hannah), Rob Estes (Jordan Marley), Marion Ross (Mrs. Genzinger).

### La primavera è vicina
- Titolo originale: Signed, Sealed, Delivered: From Paris with Love
- Diretto da: Kevin Fair
- Scritto da: Martha Williamson (sceneggiatura); Martha Williamson e Brandi Harkonen (soggetto)

#### Trama

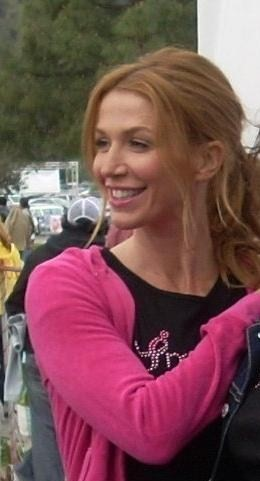
Poppy Montgomery interpreta Holly O'Toole

Il D.L.O. esamina una lettera con l'indirizzo abraso contenente una richiesta di divorzio e una fede nuziale. Leggendo le carte il mittente viene individuato nel gestore di un ristorante italiano, Joey Castelluci, il quale due anni prima, credendo che la moglie lo tradisse, aveva pensato di divorziare, pentendosi al momento stesso di inviare la lettera. Ancora sposato felicemente, vorrebbe quindi evitare che la moglie venga a conoscenza della lettera, ma Oliver insiste nel seguire le regole e recapitarla alla destinataria. Dopo aver ascoltato tutta la storia di Joey, cambia idea, ma per una coincidenza la moglie scopre comunque l'esistenza della lettera. I due avranno però modo di chiarirsi, rafforzando ulteriormente il loro rapporto.
Nel frattempo, Shane aveva trovato tra le lettere da gestire anche quella che Oliver aveva scritto alla moglie Holly mentre erano rimasti intrappolati nel caveau di una banca. Dopo averne parlato con Rita, senza avvisare Oliver la prepara per un reinvio, che Norman poi esegue, ignaro della situazione. Ricevuta la lettera, Holly ritorna da Parigi. I due avranno modo di discutere le loro differenze e i motivi che hanno portato lei a lasciarlo, concludendo con il considerare l'opportunità di divorziare. Shane, innamorata di lui, temendo che i due ritornino insieme, decide di licenziarsi, ma Oliver le spiegherà di aver ormai accettato la fine del suo matrimonio, mentre Holly è in procinto di ritornare definitivamente a Parigi. L'esperienza dà spunto a Rita e Norman di confessarsi i sentimenti che provano a vicenda, vivendo il loro primo bacio.
- Cast principale del film completato da: Brooke Nevin (Caitlyn), Zak Santiago (Ramon Rodriguez), Kevin McGarry (Joey Castelluci), Poppy Montgomery (Holly O'Toole).

### Il passato può cambiare
- Titolo originale: Signed, Sealed, Delivered: Truth Be Told
- Diretto da: Kevin Fair
- Scritto da: Martha Williamson (sceneggiatura); Martha Williamson e Brandi Harkonen (soggetto)

#### Trama

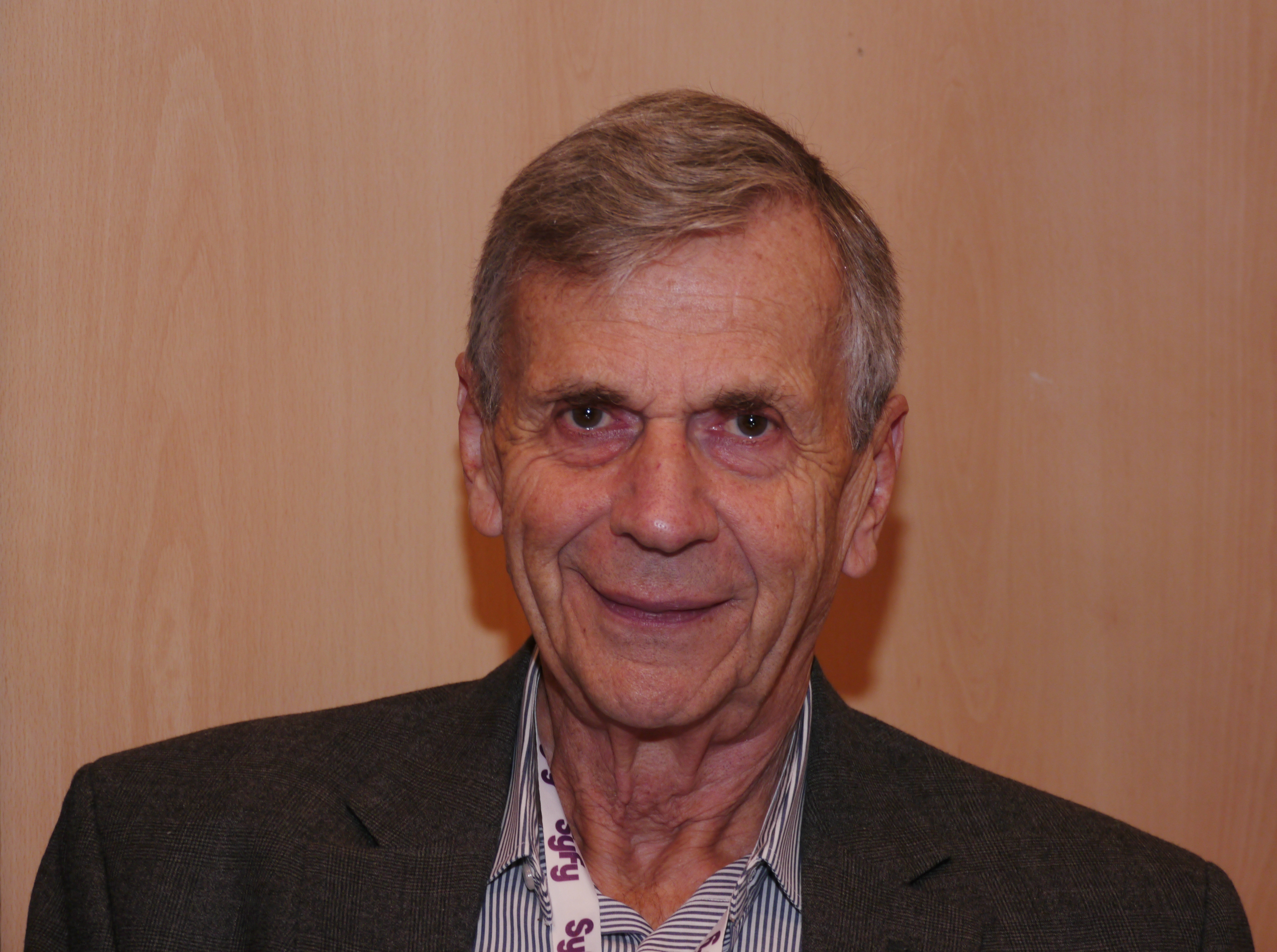
William B. Davis interpreta Harper Ferguson

Un soldato dispiegato in Afghanistan invia una lettera alla figlia di una sua compagna rimasta presumibilmente uccisa in missione. La lettera si perde tuttavia in un incendio sviluppatosi nel cargo che la trasportava, venendo rinvenuta due anni dopo al D.L.O., che riesce ad identificare la destinataria, Phoebe Amidon, e ricostruire parte del messaggio contenuto. La ragazza, che non hai mai saputo la sorte della madre, la tenente Randilynn Amidon, sulla quale si erano anche diffuse speculazioni su una possibile diserzione, chiederà agli impiegati postali di identificare anche il mittente. Dopo ulteriori indagini, Shane, Rita e Norman lo identificano nel veterano Clay Markham, che avrà modo di spiegare a Phoebe come la madre sia rimasta vittima in missione.
Nel frattempo, Oliver riceve la visita del padre Joseph, con cui non ha buoni rapporti, incolpandolo della fine del legame con la madre. Da lui apprenderà presto di avere un altro padre biologico, Harvey K. Schmidtz, l'uomo con il quale la madre si era sposata dopo il divorzio, che muore proprio durante la visita di Joseph. Scoprirà infine di ereditare un ingente patrimonio.
- Cast principale del film completato da: Megan Charpentier (Phoebe Amidon), William B. Davis (nonno di Phoebe), Robert Moloney (Clay Markham), Jill Teed (avvocato), Jill Morrison (Hazel), Tammy Gillis (Randilynn Amidon), Gregory Harrison (Joseph O'Toole).

### Una missione davvero speciale
- Titolo originale: Signed, Sealed, Delivered: The Impossible Dream
- Diretto da: Kevin Fair
- Scritto da: Martha Williamson (sceneggiatura); Martha Williamson e Brandi Harkonen (soggetto)

#### Trama

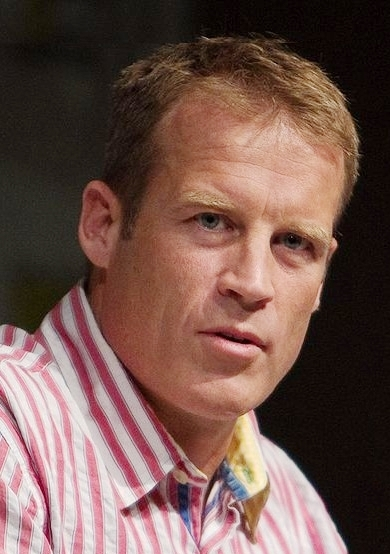
Mark Valley interpreta l'agente Steve Marek

Oliver, Shane e Norman accompagnano Rita alla finale nazionale di Miss Consegna Speciale a Washington, cogliendo l'occasione per una vacanza. Nella capitale, reincontrano Phoebe Amidon e il nonno Harper, i quali speravano di ottenere informazioni sulla madre della ragazza, la tenente Randilynn Amidon, dispersa e ritenuta morta dopo essere caduta vittima di un'imboscata in missione in Afghanistan. Shane decide di aiutarli contattando un suo ex, l'analista del Pentagono Steve Marek, il quale svela loro l'esistenza di una criptica lettera che potrebbe essere stata inviata di recente dalla soldatessa. Anche se Marek vieta loro di investigare la lettera, Rita ha occasione di scorgerla, ricordando poi la gran parte dei suoi contenuti grazie alla sua memoria fotografica. La squadra del D.L.O. riesce a decriptarla confrontandosi con Harper: la donna, tenuta prigioniera da un gruppo di ribelli, ha tentato la fuga e nella lettera comunica il luogo in cui essere soccorsa. Dopo aver condiviso la scoperta con l'agente Marek, questi ottiene loro un'udienza urgente al Senato per autorizzare una missione di salvataggio.
Al concorso Miss Consegna Speciale, Rita aiuta una concorrente, Mindy Maloney, a superare le sue paure di esibirsi di fronte a un pubblico numeroso e vincere, mentre Norman trova un modo per esprimere i suoi sentimenti per lei. Oliver usa parte della sua eredità per comprare i resti della casa in cui è cresciuta Shane, pianificando la costruzione di un complesso per futuri pensionati del servizio postale.
- Cast principale del film completato da: Megan Charpentier (Phoebe Amidon), William B. Davis (Harper Ferguson), Michael Benyaer (Asad), Tammy Gillis (Randilynn Amidon), Christina Bianco (Mindy Maloney), Jill Teed (avvocato), Zak Santiago (Ramon Rodriguez), Mark Valley (Steve Marek).

### Il giorno di San Valentino
- Titolo originale: Signed, Sealed, Delivered: From the Heart
- Diretto da: Lynne Stopkewich
- Scritto da: Martha Williamson (sceneggiatura); Martha Williamson e Brandi Harkonen (soggetto)

#### Trama

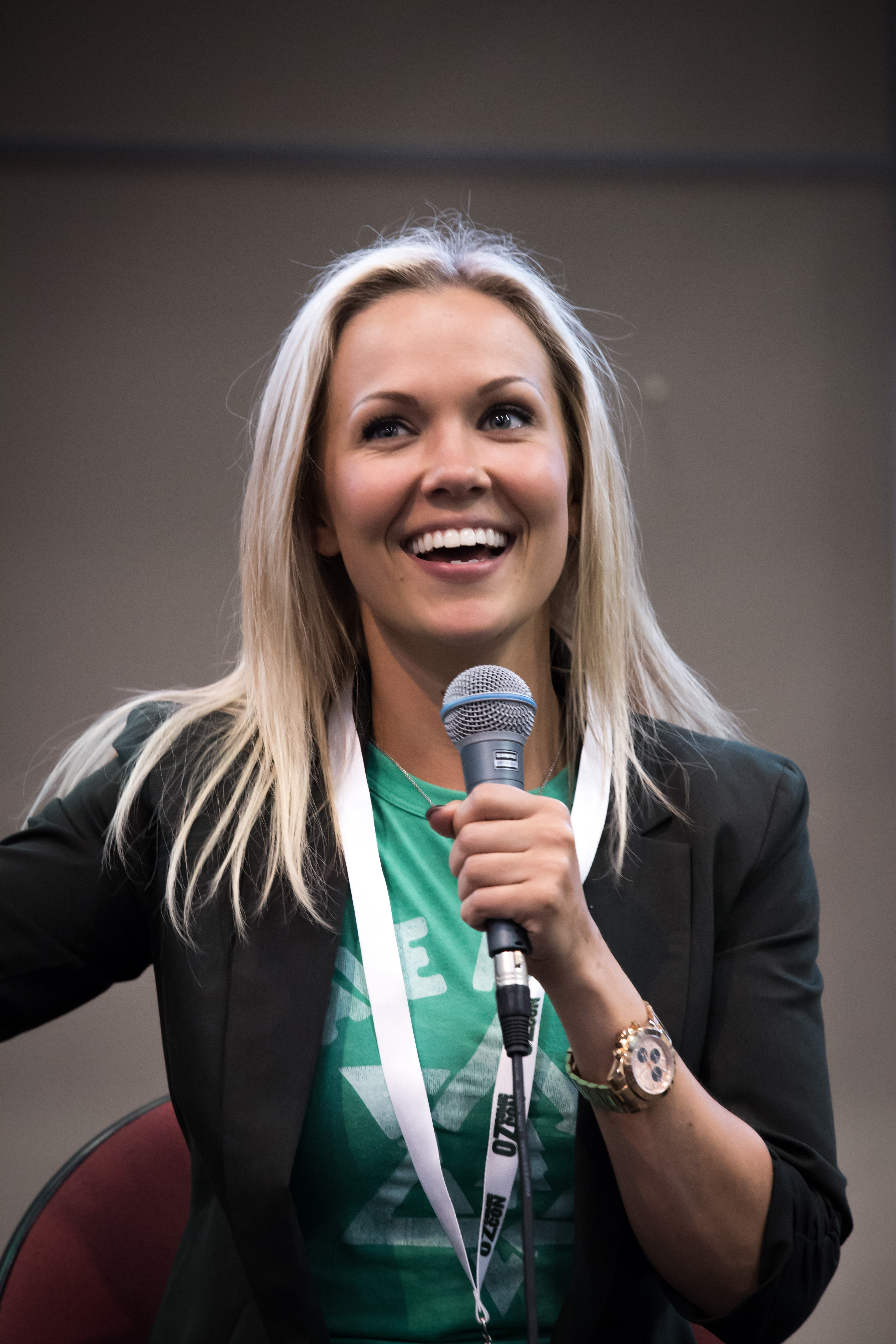
Emilie Ullerup interpreta Dale

La vigilia di San Valentino il D.L.O. rinviene i resti di una lettera danneggiata dispersa quindici anni prima, quando Oliver era agli inizi della propria carriera nel servizio postale. Leggendola, Oliver e il resto della squadra apprendono la storia di due adolescenti: Ryan, autore della lettera, e Maddie, al quale era destinata. Entrambi erano brillanti studenti partecipanti ad una competizione scolastica di dibattiti e, dopo essere stati "avversari", iniziano a collaborare insieme innamorandosi. Tuttavia, lui inizialmente aveva iniziato a frequentarla solo per distrarla e farla perdere in un eventuale confronto diretto, pur sviluppando in seguito sentimenti veri. Quando lei lo scopre lui teme di perderla, e, dopo aver assunto bevande alcoliche, senza volerlo investe con la propria macchina un senzatetto. Il giorno seguente lei, ignara dell'accaduto, conferma i propri sentimenti, ma lui le scrive una lettera, poi andata persa, e si costituisce alla polizia. Nel presente, Ryan, diventato governatore, non avendo mai ricevuto una risposta da Maddie ne aveva perso le tracce, mentre lei è ricoverata in precarie condizioni a causa di una malattia congenita al cuore.
Nel frattempo, Rita, dopo l'esclusione delle concorrenti che si erano classificate prima di lei, riceve a sorpresa il titolo nazionale di Miss Consegna Speciale. Gli impegni che ne conseguono faranno sì che lei e Norman trascorrano il giorno di S. Valentino separati, con Norman che si ritroverà frastornato dalla scelta di lei di dichiararsi single in un'intervista per mantenere l'intimità del loro rapporto. Oliver invece invita Shane a una romantica cena da lui preparata, scegliendo di inviarle una lettera, ma per un disguido lei leggerà solo a festa passata. Intanto, Norman aveva rinvenuto da un cugino un'antica lettera d'amore apparentemente scritta nel 1835 da Ann Rutledge ad Abramo Lincoln, che confermerebbe quindi la nota leggenda sul primo amore del Presidente.
- Cast principale del film completato da: Emilie Ullerup (Dale), Aaron Craven (governatore Ryan), Nick Purcha (Ryan più giovane).

### Cotti a puntino
- Titolo originale: Signed, Sealed, Delivered: One in a Million
- Diretto da: Kevin Fair
- Scritto da: Martha Williamson (sceneggiatura); Martha Williamson e Brandi Harkonen (soggetto)

#### Trama
Quando un uomo si appropria indebitamente delle lettere di varie cassette di raccolta postale, lasciando al loro posto dei misteriosi oggetti, Oliver e la sua squadra vengono incaricati di identificarlo e recuperare quanto rubato. Oliver, dopo aver contattato anche l'amica agente di polizia Dale, provocando così gelosia in Shane, si rende conto che il malfattore sta probabilmente prendendo di mira lui stesso e gli ex impiegati O'Toole del servizio postale. Grazie al resoconto di una testimone, Nikki, e dopo aver parlato con il padre di Oliver, l'autore del furto viene identificato come un impiegato delle poste prossimo al pensionamento, Dudley, il quale vorrebbe che gli venisse offerto un riconoscimento tangibile per tutti gli anni di lavoro. Dudley, in particolare, chiede che Joseph O'Toole gli consegni un suo premio che secondo lui avrebbe meritato di più. Nel frattempo, la testimone, Nikki, spera di recuperare la lettera che aveva spedito al fidanzato prima di essere lasciata da quest'ultimo, anche per aver involontariamente incluso nella stessa un biglietto vincente della lotteria. In realtà scoprirà poi di aver frainteso le intenzioni di lui.
In precedenza, Oliver e Shane avevano vissuto il loro primo "appuntamento" romantico, ma Oliver aveva tentennato nel riconoscerlo come tale, avendo occasione durante l'incontro di definire Shane "solo un'amica", provocandole così del risentimento. Alla fine avranno tuttavia modo di chiarirsi e pianificare un nuovo appuntamento.
- Cast principale del film completato da: Emilie Ullerup (Dale), Nolan Gerard Funk (Graham), Emma Pedersen (Nikki), Zak Santiago (Ramon Rodriguez), Gregory Harrison (Joseph O'Toole).

### Una consegna divina
- Titolo originale: Signed, Sealed, Delivered: Lost Without You
- Diretto da: Kevin Fair
- Scritto da: Martha Williamson (sceneggiatura); Martha Williamson e Brandi Harkonen (soggetto)

#### Trama
Mentre Oliver e il padre girano uno spot televisivo che promuove il servizio postale, un ragazzino imbuca una lettera malmessa in una cassetta postale di scena, che finirà quindi nelle mani del Dead Letter Office. Vista la presenza di un francobollo aziendale, la squadra tenta di identificare il mittente visitando tutti i piccoli commercianti della zona in cui è stata imbucata, ma non riesce nell'impresa. Norman tuttavia ha un'intuizione su come identificare il destinatario: seguendo i riferimenti presenti nel testo della lettera, si reca con Rita a Las Vegas, nel Nuovo Messico, dove in prossimità di un ristorante messicano riuscirà a trovare Sandy, al quale l'autore aveva dedicato nel suo messaggio una lista di cose da fare prima di morire. Sandy è un cane addestrato militarmente che aveva accompagnato l'autore, un ex soldato chiamato Topper, in una missione in Afghanistan, dove entrambi erano rimasti vittime di un evento traumatico, separandosi al loro ritorno negli Stati Uniti. Il soldato non aveva potuto permettersi di comprare il cane dalla compagnia che lo aveva addestrato. Norman e Rita prenderanno quindi loro l'iniziativa di comprarlo e donarlo a Topper, in modo da aiutarlo così a superare i suoi disturbi post-traumatici.
Oliver, incoraggiato da Shane, si era intanto separato dalla squadra per un'avventura di campeggio col padre, in modo da riavvicinarsi ulteriormente a lui. Nei boschi Joseph ha un incidente e i due poi si perderanno. A ritrovarli sarà proprio Sandy, che Rita e Norman, tornati dal Nuovo Messico, avevano aggregato alla squadra di ricerca prima di consegnarlo a Topper.
- Cast principale del film completato da: Emilie Ullerup (Dale Travers), John Cassini (regista), Gregory Harrison (Joseph O'Toole).

### Un miglio da terra
- Titolo originale: Signed, Sealed, Delivered: Higher Ground
- Diretto da: Kevin Fair
- Scritto da: Martha Williamson (sceneggiatura); Martha Williamson e Brandi Harkonen (soggetto)

#### Trama

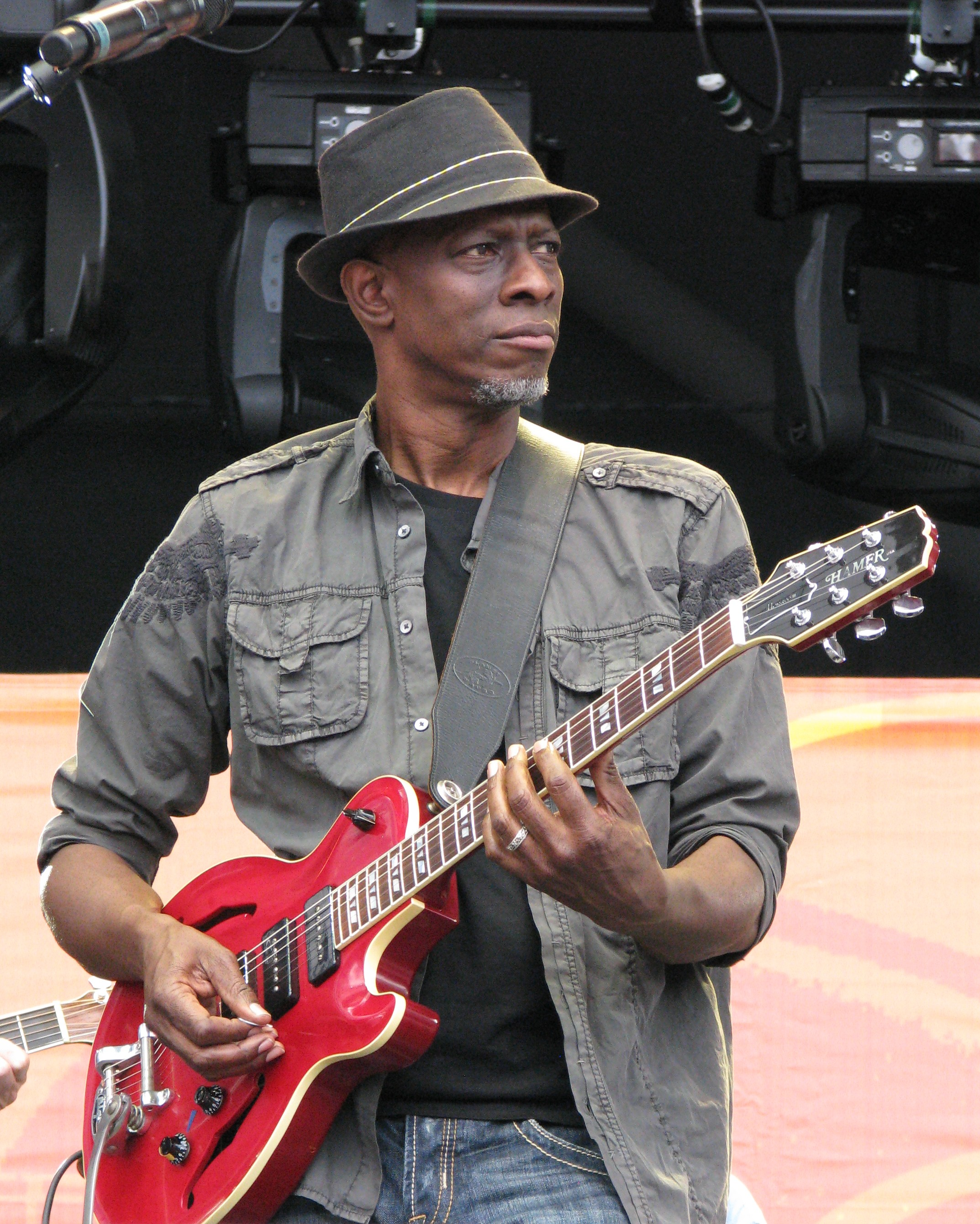
Keb' Mo' interpreta Gabe

Poco dopo il passaggio dell'uragano Katrina su New Orleans, l'operaio e musicista blues Gabe Recolte è tra le persone rimaste senza casa e trasferite in altre città. Durante la sua partenza per Denver, scrive una lettera per dichiarare i suoi sentimenti inespressi a Hattie, la proprietaria di un locale di cui si era innamorato prima dell'arrivo dell'uragano. Tuttavia la donna è data per dispersa e il suo locale è stato distrutto dall'uragano, quindi la lettera viene rispedita al mittente, che non aveva ancora un indirizzo preciso da indicare. Così, dopo vari tentativi non riusciti di consegna, la lettera finisce nelle mani del D.L.O., che a distanza di ormai dodici anni inizia a indagare sulla storia di Gabe. Con un po' di fortuna, la squadra riesce a trovare l'uomo, dopo averlo cercato tra i musicisti blues della città, scoprendo che ancora aspetta segni della sua amata, alla quale intanto aveva provato a spedire altre lettere senza mai avere risposta. Nel frattempo, Shane era stata chiamata dal suo ex fidanzato e agente segreto Steve a partecipare a un'importante missione in cui erano ritenute indispensabili le sue capacità informatiche. Avendo lei lasciato la città da diverse settimane per una località non precisata, Oliver si mette sulle sue tracce e la ritrova nella base della 
CIA in Virginia. Shane, ancora trattenuta da Steve, che tuttavia è spinto anche da motivi sentimentali oltre che professionali, aveva intanto sfruttato gli strumenti a sua disposizione per trovare Hattie, che ora vive in Texas. Oliver riesce quindi a mettersi in contatto con quest'ultima e a farla arrivare a Denver, dove ritroverà l'amato Gabe.
Nel finale anche Shane ritorna a Denver riabbracciando Oliver, e i due avranno quindi nuovamente modo di rendere ancora più chiara la loro situazione sentimentale. Anche Norman e Rita fanno un passo avanti nella loro relazione e Norman chiederà alla ragazza di sposarlo.
- Cast principale del film completato da: Zak Santiago (Ramon Rodriguez), Karen Holness (Hattie), Keb' Mo' (Gabe), Mark Valley (Steve Marek), Gregory Harrison (Joseph O'Toole).

### La speranza torna a casa
- Titolo originale: Signed, Sealed, Delivered: Home Again
- Diretto da: Kevin Fair
- Scritto da: Martha Williamson

#### Trama
Nel 1999 una fattoria affronta problemi finanziari; le tre giovani figlie della donna proprietaria - Kim Kellser - pensano di aiutare la madre provando a vendere quello che ritengono un prezioso vaso. Quando lo inviano ad un antiquario per farlo valutare, tuttavia, non raggiunge mai il destinatario, venendo smarrito. Diciotto anni dopo, Shane casualmente scopre un'area nascosta nei pressi dell'ufficio delle lettere perdute, nella quale emerge anche il vaso inviato dalle bambine, rimasto dimenticato tra gli oggetti ancora da analizzare. Dopo alcune ricerche, la squadra riesce ad individuare l'indirizzo del mittente, la famiglia Kellser, ancora proprietaria della stessa fattoria e di nuovo in guai finanziari, stavolta anche più gravi. Oliver, Shane, Rita e Norman, infatti, scoprono che la loro proprietà sta per essere confiscata e venduta all'asta. La restituzione del vaso, che intanto si rivela antico e di cospicuo valore, si prospetta quindi come un atto miracoloso giusto in tempo per salvare la fattoria. Tuttavia sorgono degli ostacoli. Una delle ragazze che aveva inviato il pacco diciotto anni prima infatti non vive più con la madre e le sorelle ed è ora una reporter continuamente in viaggio all'estero. Oliver, contattando l'agenzia per cui lavora, riesce a localizzarla, ma intanto Shane scopre che il vaso, prima di essere donato alla famiglia Kessler, era stato uno dei tanti oggetti d'arte rubati in Europa durante la seconda guerra mondiale. Non può quindi essere restituito ai Kessler. La fattoria finisce all'asta, ma la squadra del D.L.O., tramite l'organizzazione filantropica di cui Oliver è titolare, la O'Toole Foundation, decide di comprarla lasciandola in gestione alla famiglia Kessler.
Nel frattempo, Rita presenta i suoi genitori, Sunny e Bill Haywith, a Norman. Inizialmente Norman non sembra proprio andare a genio al padre della futura sposa, ma pian piano avrà modo di comprendere e apprezzare le sue qualità.
- Cast principale del film completato da: Zak Santiago (Ramon Rodriguez), Emilie Ullerup (Dale Travers), Laura Bertram (Peggy), Peter Benson (signor Everett), Colleen Camp (Sunny Haywith), Barry Bostwick (Bill Haywith), Kim Delaney (Kim Kellser), Gregory Harrison (Joseph O'Toole).

### Affrontare la paura
- Titolo originale: Signed, Sealed, Delivered: The Road Less Traveled
- Diretto da: Kevin Fair
- Scritto da: Brandi Harkonen

#### Trama
Al D.L.O. giunge un vecchio tipo di macchina fotografica istantanea che apparentemente un bambino sta cercando di recapitare al padre. Vedendo immagini che richiamano stile e costume di fine anni ottanta, inizialmente credono l'invio risalga a quasi trent'anni prima, tuttavia dopo poco si rendono conto che ad essere raffigurata è una festa a tema di sole tre settimane prima. Temendo il bambino possa essere stato rapito, la squadra prende in prestito il camper che i genitori di Rita hanno lasciato alla figlia e Norman per la loro luna di miele e intraprende un viaggio lungo le strade del Colorado ripercorrendo i luoghi visitati e fotografati dal bambino. Nel giro di qualche giorno riescono a rintracciarlo, scoprendo come la madre è fuggita con lui dopo l'arresto del marito. Durante il viaggio, Rita è stressata dal quantitativo di preparativi necessari in vista delle nozze, Norman confessa di non saper guidare e di avere dubbi sul volere figli biologici, mentre Oliver è turbato dal vedere Shane ricevere continuamente messaggi telefonici da una misterioso personaggio; tale figura si rivela infine essere Alex, una sorella con problemi legati al gioco d'azzardo che non sente da tempo.
- Cast principale del film completato da: Zak Santiago (Ramon Rodriguez), Christian Convery (Danny), Jill Morrison (Hazel), Marilyn Norry (Minnie), Haig Sutherland (Albert), Jason Cermak (Jack Carter), Jamie-Lynn Sigler (Rachel).

### Il regalo di mia madre
- Titolo Originale: Signed, Sealed, Delivered: To the Altar
- Diretto da: Kevin Fair
- Scritto da: Martha Williamson

#### Trama
Mentre i progetti per il matrimonio di Rita e Norman sembrano subire una battuta d'arresto proprio pochi giorni prima delle nozze, al DLO viene trovata una lettera allegata ad un pacco contenente un vestito da sposa. Oliver ed il resto della squadra iniziano una corsa contro il tempo per riunire una madre (proprietaria del vestito) e sua figlia. Oliver, nel frattempo, ottiene dal padre consigli su come organizzare una festa a sorpresa d'addio al celibato per Norman. Quest'ultimo rivede intanto sua nonna, tornata da un giro intorno al mondo per il matrimonio del nipote. Alla cerimonia, romanticamente perfetta ma non tradizionale organizzata appositamente per i due sposi, loro e i loro amici trovano i miracoli di cui hanno bisogno all'altare...
- Cast principale del film completato da: Janet Kidder (Anneliese), Jill Morrison (Hazel), Jessica Sipos (Jessica), Keb' Mo' (Gabe), Zak Santiago (Ramon Rodriguez), Carol Burnett (Ardis Parker-Pennington-Paine), Barry Bostwick (Bill Haywith), Gregory Harrison (Joseph O'Toole).